# Syväjärvi (sjö i Finland, Lappland, lat 67,28, long 25,93)
Syväjärvi är en sjö i Finland. Den ligger i kommunen Sodankylä i landskapet Lappland, i den norra delen av landet, 800 km norr om huvudstaden Helsingfors. Syväjärvi ligger 204,1 meter över havet. Den är 9 meter djup. Arean är 2,96 kvadratkilometer och strandlinjen är 9,33 kilometer lång. Sjön  ingår i Kemi älvs huvudavrinningsområde.   
I övrigt finns följande vid Syväjärvi:
- Känsälammit (en sjö)
- Sassalinjärvi (en sjö)